# Gordia
Gordia (em persa: Gordiya), Gurdia (Gurdiya) e Curdia (Kurdiyah) foi uma influente nobre parta dos séculos VI e VII da Casa de Mirranes, que foi a primeira esposa-irmã do distinto líder militar Vararanes VI, depois esposa da dinasta Ispabudã Bestã e, por fim, esposa do xá Cosroes II (r. 590–628).

## Antecedentes
Gordia era membro da Casa de Mirranes, uma das Sete grandes casas do Irã do Irã. A família era de origem parta e estava centrada em Rei, ao sul de Teerã, a capital do atual Irã. Seu pai era Bargusnas, um oficial militar que lutou contra o Império Bizantino e fez campanha no Iêmem durante o reinado de Cosroes I (r. 531–579). Seu avô Glones Mirranes serviu como marzobã ("marquês") da Armênia de 572 a 574. Tinha três irmãos que eram Gorduia, Mardansina e mais notavelmente Barã Chobim, com quem se casou. No entanto, não se sabe se ela e Barã eram meio-irmãos ou não.

## Vida
Em 590, Barã fez uma rebelião em grande escala contra os sassânidas, forçando o xá recém-ascendido Cosroes II a fugir ao Império Bizantino, enquanto assumia o trono. Ele foi derrotado e morto no ano seguinte. Não muito tempo depois, Bestã, tio de Cosroes, se rebelou contra ele, criando um principado para si mesmo em todos os quadrantes a leste e norte do Império Sassânida. Foi durante este período que se casou com Gordia, consequentemente aumentando sua posição. Sua rebelião, porém, também falhou; de acordo com alguns relatos, foi morto pelo súdito heftalita Pariouque, enquanto um relato alternativo afirma que foi Gordia quem o matou após receber promessa de casamento de Cosroes. O historiador do século IX Dinavari mencionou um filho de Gordia e Cosroes, chamado Juvanxir, como reinando como xá brevemente em 630. Ele, no entanto, permanece obscuro, e nenhuma de suas moedas foi achada.